# Karl John
Karl John är en schweizisk orienterare som tog VM-silver individuellt 1970 och i stafett 1972.